# M72 (球狀星團)
梅西耶72（也稱為M72或NGC 6981）是在寶瓶座的一個球狀星團，在1780年8月29日被皮埃爾·梅香發現。梅西耶隨後也在10月4日和5日觀測到，並將之編入星表中的第72號。當時這兩位都認為他是一個暗淡的星雲，而不是現在所認知的球狀星團。即使使用10吋（25公分）口徑的望遠鏡觀察這個星團，依然只能看出模糊與微弱的影象，但使用20英吋的望遠鏡就能提高解像力。M72距離地球大約53,000光年，與銀心也有一段的距離。但也有資料認為M72與地球的距離是62,000光年，直徑為42光年。雖然一般的星團都有一些最老年的恆星，但M72擁有一些藍巨星，因而被認為是一個年輕的星團。

## 外部連結
- Messier 72, SEDS Messier pages
- Messier 72, LRGB CCD image based on two hours total exposure （页面存档备份，存于）
- M-72 Information （页面存档备份，存于）